# Sci nautico ai Giochi mondiali 2022 - Wakeboard femminile
La gara di wakeboard femminile di sci nautico ai Giochi mondiali 2022 si è svolta il 15 e il 16 luglio 2022 a Birmingham.

## Risultati
| Rank | Atleta             | Nazione     | Risultato |
| ---- | ------------------ | ----------- | --------- |
| 1    | Hinata Yoshihara   | Giappone    | 67.11     |
| 2    | Eugenia De Armas   | Argentina   | 61.67     |
| 3    | Taylor McCullough  | Stati Uniti | 56.22     |
| 4    | Chiara Virag       | Italia      | 54.44     |
| 5    | Tarah Mikacich     | Stati Uniti | 49.89     |
| 6    | Mackenzie McCarthy | Australia   | 47.11     |